# Єрмолівка
Єрмо́лівка — село в Україні, у Привільненській сільській громаді Баштанського району Миколаївської області. Населення становить 350 осіб.

## Історія
На південь від села Світлицьке виявлені поселення епохи пізньої бронзи (кінець II тисячоліття до н. ери.) і скіфських часів (V—III вв. до н. ери).
Населений пункт заснований у 1892 р. Це був невеличкий хутір, де за наказом царя наділялися землі солдатам-відставникам, що відслужили в царській армії 25 років. Звідси і перша назва села — Солдатське. Першопоселенцями були сім'ї Проценка Філона, брати Лисанові Андрій і Тихон — вихідці з села Привільного. У 1895 році тут вже було 15 хат.
Протягом 1910—1924 років виникли біля нього хутори Світлицьке, Казьонне, Вільна Поляна, Тернівка, Новоукраїнка, Братське.
Сучасну свою назву Єрмолівка отримала після 1920 року. Першим представником від нової влади був тоді Єрмолаєв, який нарізав селянам землю. Його прізвищем і назвали село.
Під час організованого радянською владою Голодомору 1932—1933 років помер щонайменше 31 житель села.
Під час Німецько-радянської війни до Червоної армії мобілізовано 79 жителів села, з них 42 — загинуло, 68 чоловік отримали нагороди. На честь загиблих воїнів-односельців споруджений обеліск.
У післявоєнний час село спеціалізувалося на виробництві зерна і продуктів тваринництва 45 колгоспників за трудові досягнення нагороджені орденами і медалями, у тому числі орденом Леніна — свинарка М. М. Бабенко, орденом Трудового Червоного Прапора — завідувач свинофермою І. М. Петренко, доярка Л. Ф. Брильова, механізатори Н. І. Гончаренко, А. Д. Іванов, І. В. Приходько.

## Населення
Згідно з переписом УРСР 1989 року чисельність наявного населення села становила 397 осіб, з яких 178 чоловіків та 219 жінок.
За переписом населення України 2001 року в селі мешкало 349 осіб.

### Мова
Розподіл населення за рідною мовою за даними перепису 2001 року:
| Мова       | Відсоток |
| ---------- | -------- |
| українська | 95,43 %  |
| молдовська | 2,00 %   |
| російська  | 1,43 %   |
| вірменська | 1,14 %   |

## Економіка
У Єрмолівці обробляється 7402 га сільськогосподарських угідь в тому числі 5610 га орних земель. В період реформування агропромислового комплексу Єрмолівка пізнала на собі всі його недоліки. В селі працює господарство ПП «Злагода», яке має 2370 га орної землі. Успішно господарюють на єрмолівській землі два підприємці і фермерське господарство «Світанок».

## Освіта і культура
На початку ХХ століття (1906 р.) у Єрмолівці 30 дворів (123 чоловіків та 102 жінок) належали до приходу церкви Успіння Божої Матері в с. Привільне.
У 1990-х роках працювала дев'ятирічна школа, де 8 учителів навчали 30 учнів, будинок культури із залом для глядачів на 450 місць та бібліотекою з фондом 12 тис. книг, фельдшерсько-акушерський пункт, дитячий сад на 90 місць, магазин, відділення Укрпошти і Ощадбанку України. На початку 2000-х сільська бібліотека розформована, частина книг була передана до шкільної бібліотеки, решта пішла на макулатуру. В той же час зруйновано приміщення дитячого садка (установу переведено в приміщення школи) та закрито відділення Ощадбанку України.
У 2013 році на базі приміщення школи створено створено соціокультурний кластер до якого увійшли школа, дитячий садок «Сонечко», ФАП. З травня 2016 року діяльність дитячого садочка на базі соціокультурного кластеру призупинена сільською радою.

## Відомі уродженці
Серед уродженців Єрмолівки — 12 учителів, 1 археолог кандидат історичних наук, 18 агрономів і зоотехніків, 2 лікарі, 3 інженери та інші спеціалісти. Серед них — Ю. Сафонов — головний енергетик заводу «Уралмаш», В. А. Пархоменко — головний режисер Дніпропетровського українського драматичного театру ім. Т. Г. Шевченка, понад 25 офіцерів Радянської Армії.